# Герб Катеринопільського району
Герб Катеринопільського району — офіційний символ Катеринопільського району, затверджений 21 березня 2008 р. рішенням сесії районної ради.

## Опис
Щит перетятий, на верхньому лазуровому полі стрічка з написом "Катеринопільський район" і "1923" - рік утворення району; нижне поле - золоте. У центрі щита сніп золотої пшениці. База складається з лазурової та зеленої (двох відтінків) смуг. Щит обрамлено картушем з дубового листя і кетягів червоної калини та аркуша старої грамоти з печаткою Калиноболотського куреня у верхній частині. Кутові елементи картуша обвиває стрічка.